# (39697) 1996 TH5
1996 تي إتش 5 (ويعرف أيضًا باسم (39697) 1996 تي إتش 5 وفق تسمية الكوكب الصغير) (بالإنجليزية: 1996 TH5)‏ هو كويكب ضمن حزام الكويكبات؛ وترتيبه 39697 من حيث الاكتشاف.
اكتُشف هذا الجُرم الفلكي بواسطة Paul G. Comba ‏ في 9 أكتوبر 1996.

## وصلات خارجية
- (39697) 1996 TH5 في قاعدة بيانات مختبر الدفع النفاث لأجرام النظام الشمسي الصغيرة

- الاكتشاف · مخطط المدار ·  العناصر المدارية · المعلمات المادية

- (39697) 1996 TH5 على موقع ويكي سكاي: DSS2, SDSS, GALEX, IRAS, Hydrogen α, X-Ray, Astrophoto, Sky Map, Articles and images